# Pierre-Joseph Proudhon

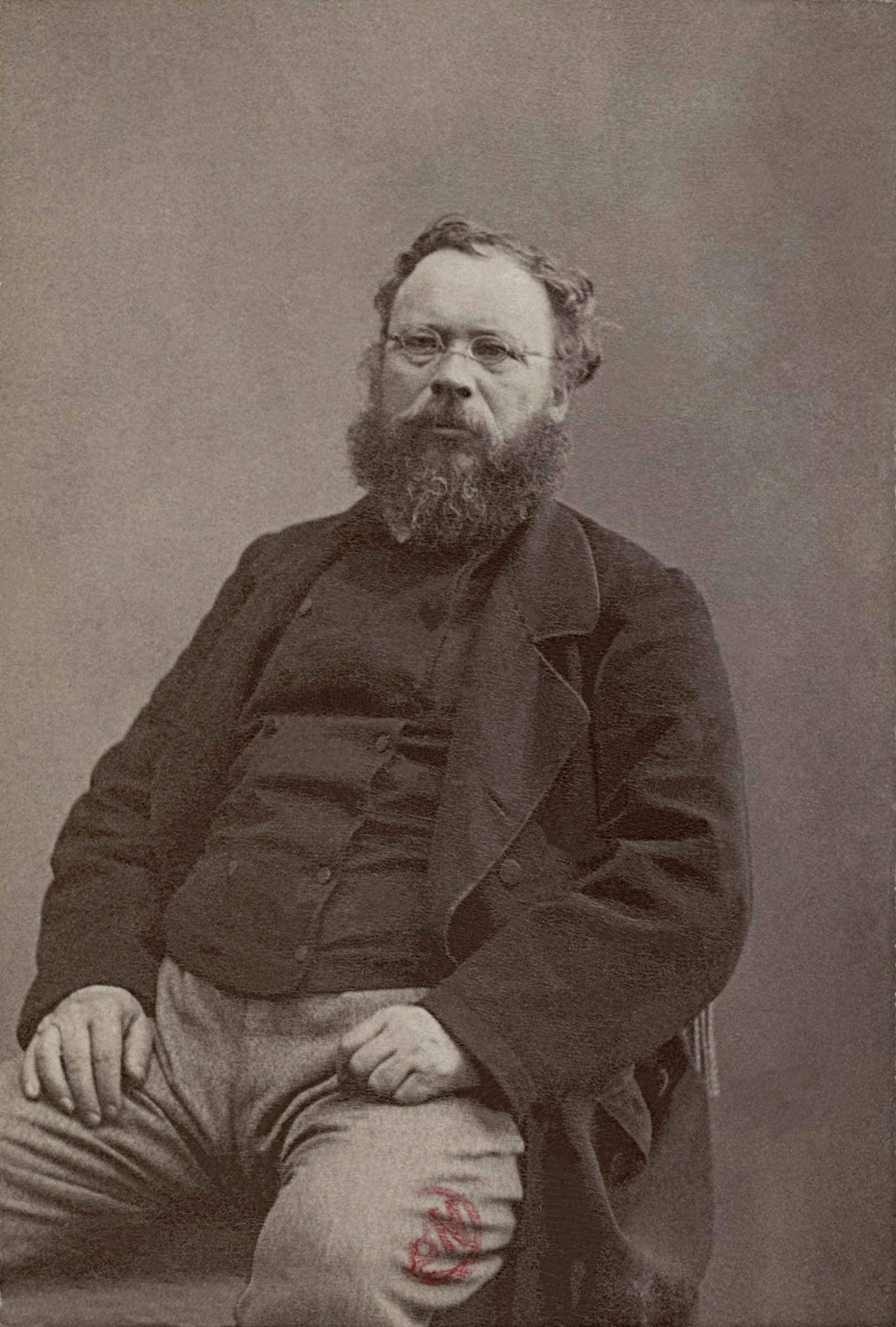
Pierre-Joseph Proudhon, 1860

Pierre-Joseph Proudhon [ˈpjɛʀ ʒoˈzɛf pʀuˈdɔ̃] (* 15. Januar 1809 in Besançon; † 19. Januar 1865 in Passy, Paris) war ein französischer Frühsozialist. Er gilt als einer der ersten Vertreter des solidarischen Anarchismus und setzte sich für Mutualismus und Föderalismus ein. Vielzitiert ist der Satz „Eigentum ist Diebstahl“ aus seiner Schrift Qu’est ce que la propriété? Ou recherches sur le principe du droit et du gouvernement (Was ist das Eigentum? Untersuchungen über den Ursprung und die Grundlagen des Rechts und der Herrschaft). Teilweise werden die Weiterentwickler seiner Theorie auch als Proudhonisten bezeichnet.

## Leben
Pierre-Joseph Proudhon wurde in Besançon, Département Doubs in der Region Franche-Comté geboren. Er war Sohn eines Küfers und einer Küchenmagd und arbeitete bis zu seinem zwölften Geburtstag als Ochsenhirt. Insofern war er der einzige der französischen revolutionären Theoretiker des 19. Jahrhunderts, der in der ländlichen Arbeiterklasse verwurzelt war. Durch ein Stipendium wurde ihm der Schulbesuch ermöglicht, den er aber aufgrund Geldmangels frühzeitig beenden musste. Er erlernte den Beruf des Schriftsetzers und bildete sich als Autodidakt weiter. Zunächst war er Teilhaber einer kleinen Druckerei in Besançon. Bereits 1840 erschien seine einflussreiche Schrift Was ist Eigentum?. 1843 verkaufte er seinen Anteil an der Druckerei und ging nach Lyon, wo er für eine Spedition arbeitete. Dort hatte er Kontakte mit den Seidenwebern, die immer wieder gewaltsame Proteste organisierten. 1847 siedelte er nach Paris über, um mit den Frühsozialisten Théophile Thoré, Félix Pyat und Victor Pilhès eine Zeitung zu gründen. Daraus wurde nichts, aber in der französischen Hauptstadt bekam Proudhon Kontakt zu deutschen Linkshegelianern und russischen Adligen, die ihn beeinflussten, darunter Karl Marx und Michail Bakunin. Marx bot ihm eine Zusammenarbeit an, doch dies scheiterte an Proudhons Ablehnung der Idee einer gewaltsamen Revolution.
In Paris arbeitete Proudhon als Schriftsetzer und verfasste viele Schriften auf den Gebieten des Sozialismus und der Politischen Ökonomie, wobei er u. a. mit Karl Grün, Arnold Ruge, dem Sohn von Fichte und in Paris mit den Mitgliedern der Société d’Économie Politique verkehrte. Sein späterer Verleger Guillaumin hatte 1841 die Zeitschrift Journal des Économistes gegründet. An der Februarrevolution von 1848 nahm er nicht aktiv teil, da er glaubte, die Forderung nach einem allgemeinen Wahlrecht lenke nur von den tiefer liegenden wirtschaftlichen und sozialen Problemen ab, die es seines Erachtens zu lösen galt. Am 1. April 1848 erschien die erste Ausgabe der Zeitung Le Représentant du Peuple. Journal des travailleurs, über die Proudhon als Motto eine Abwandlung des berühmten Ausspruchs des Abbé Sieyès „Was ist der Dritte Stand“ aus dem Jahr 1789 trug:

„Was ist der Produzent? Nichts. Was sollte er sein? Alles. Was ist der Kapitalist? Alles. Was sollte er sein? Nichts.“

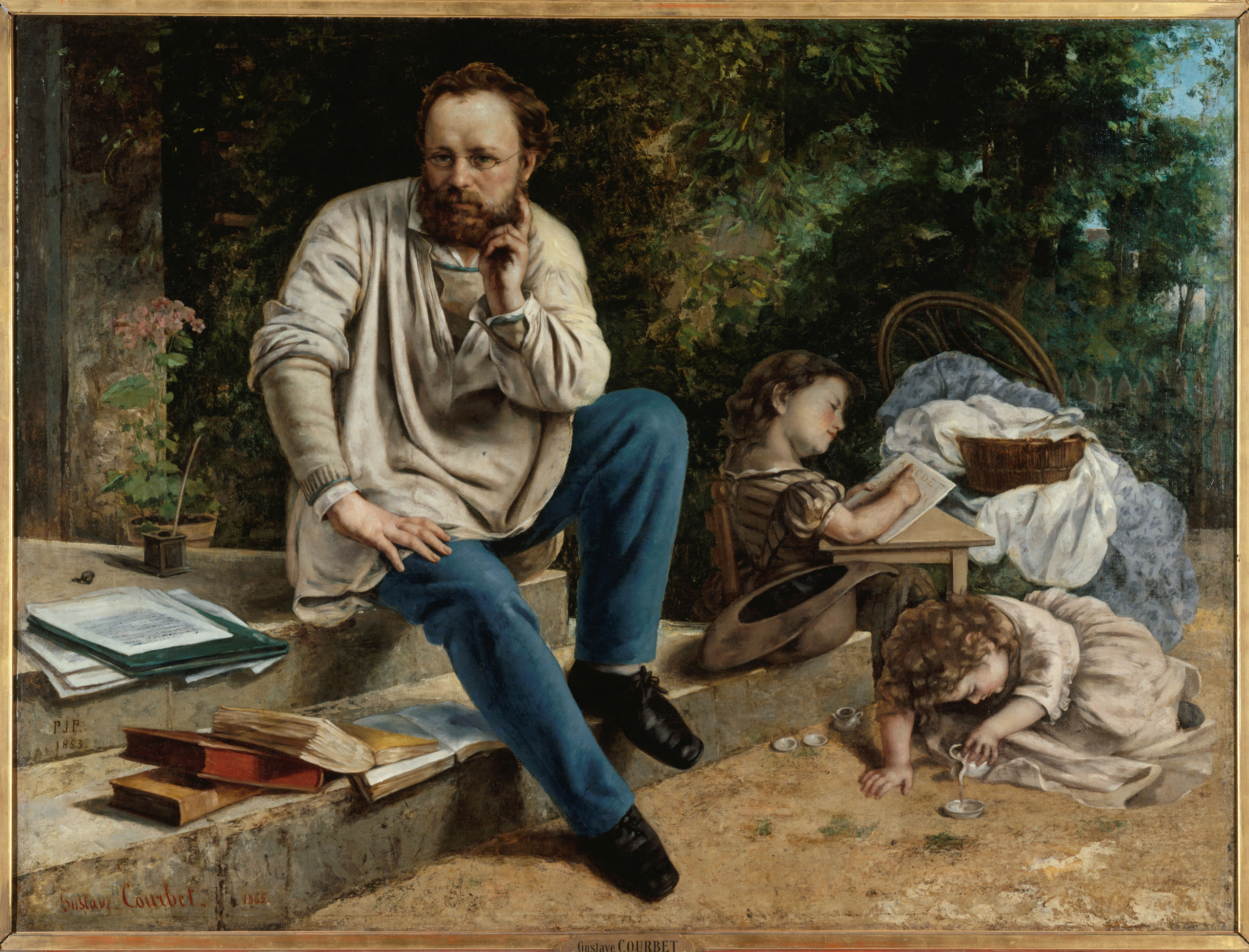
Pierre-Joseph Proudhon et ses enfants (übersetzt: Pierre-Joseph Proudhon und seine Kinder), Gemälde von Gustave Courbet, 1865

In diesem Haus starb Pierre-Joseph Proudhon

Bei den Wahlen vom 23. April 1848 wurde Proudhon in die französische Nationalversammlung gewählt. Als Abgeordneter entwickelte er ein Arbeitsprogramm: Er erstrebte eine Entwicklung zum Sozialismus ohne Gewalt, getragen von der freien Entscheidung der Arbeiter. Proudhon lehnte jede staatliche Gewalt ab und prägte die Überzeugung der Anarchisten, wonach die unbegrenzte Freiheit der Menschen die Grundvoraussetzung für eine sozialistische Ordnung sei. Proudhon nahm in der Revolution eine Tendenz zu staatssozialistischen Vorstellungen wahr, welche er insbesondere in der Person des „regierungswütigen Louis Blancs“ bekämpfte.
Nachdem Louis Blanc in der Bevölkerung weitaus größere Anhängerschaft gefunden hatte, versuchte Proudhon Napoleon III. zur Unterstützung seiner Pläne zu gewinnen, wobei er hoffte, dass Napoleon III. zum „Repräsentanten der Revolution wider Willen“ werden könnte.
1849 versuchte Proudhon mit der Gründung einer „Volksbank“, die kostenlose Kredite vergibt, sein Reformprogramm in die Praxis umzusetzen. Nach einem halben Jahr musste Proudhon die Volksbank jedoch wieder schließen, da er verhaftet und wegen zweier Presseveröffentlichungen für drei Jahre inhaftiert wurde. Vom Gefängnis aus führte er die Debatte um die Rolle des Staates mit Blanc und Pierre Leroux fort
Pierre-Joseph Proudhon starb am 19. Januar 1865 in dem Haus Nummer 12, Rue de Passy in Passy und wurde auf dem Friedhof Montparnasse beigesetzt.

## Werk

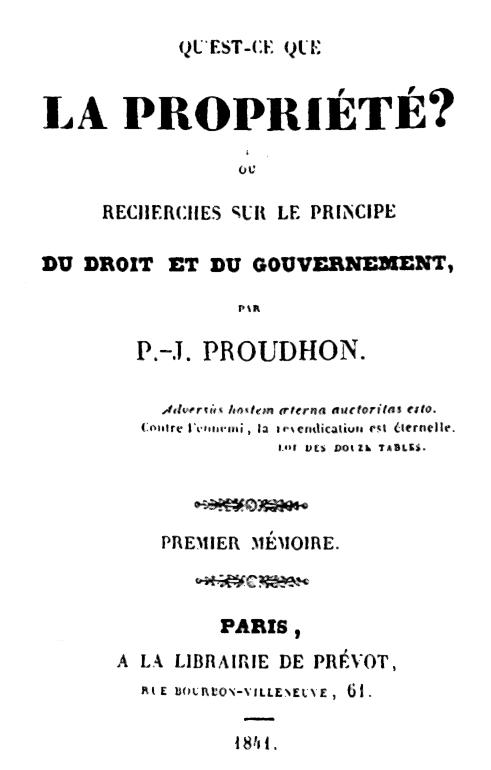
Qu’est ce que la propriété?; 1841

In seiner Schrift Qu’est ce que la propriété? Ou recherches sur le principe du droit et du gouvernement zieht Proudhon die Schlussfolgerung: Eigentum ist Diebstahl. Gemeint ist Privateigentum als Privileg oder Monopol, im Sinn von: „Solange Eigentum Privilegien birgt, solange bedeutet privilegiertes – also erpresserisches – Eigentum Diebstahl“. Man dürfe außer den persönlichen Arbeitsmitteln lediglich diejenigen Güter besitzen, die man durch eigene oder kollektive Arbeit hergestellt oder im Tausch dafür erworben hat. Ausbeutung der Arbeitskraft anderer gehöre unterbunden, um die daraus resultierende Kapitalanhäufung und Machtkonzentration zu verhindern. Die Gesellschaft soll sich auf dem freiwilligen Zusammenschluss dezentral organisierter, überschaubarer Einheiten („fédéralisme“), also einem herrschaftsfreien System ohne Staat und Kirche, gründen.
Proudhon war einer der Ersten, die den Begriff der Anarchie positiv wendeten. „Anarchie“ definiert Proudhon ausgehend von der ursprünglichen Bedeutung des Wortes als „Abwesenheit jedes Herrschers, jedes Souveräns“ und folgerte „das ist die Regierungsform, der wir uns täglich mehr nähern […] wie der Mensch die Gerechtigkeit in der Gleichheit sucht, so sucht die Gesellschaft die Ordnung in der Anarchie.“ Proudhon fasste Sozialismus als die Wissenschaft der Freiheit auf. Politik hingegen als Kampf um die Macht im Staate setzt mit letzterem die Beherrschung des Menschen durch den Menschen voraus, demnach Unterdrückung; die höchste Vollkommenheit der Gesellschaft finde sich in der Vereinigung von Ordnung und Anarchie: „Keine Autorität mehr! Absolute Freiheit des Menschen […] Die Regierung des Menschen durch den Menschen ist Sklaverei.“ In diesem Zusammenhang lehnte er auch die Demokratie ab, die „Tyrannei der Majoritäten, die abscheulichste Tyrannei von allen“.
Die anarchistische Utopie, die Proudhon vorschwebte, war eine agrarische und handwerkliche Zivilisation. Dieses Denken gilt als rückwärtsgewandt, da die Industrialisierung Mitte des 19. Jahrhunderts in Europa bereits begonnen hatte. Die Idee, diese Gesellschaft durch eine gewaltsame Revolution einzuführen, lehnte Proudhon ab, da dies notwendig zu einer Diktatur führen würde. Auch staatliche Sozialreformen lehnte er ab, weil dadurch die staatliche Zentralgewalt nur stärker würde. Die Abschaffung des Kapitalismus müsse von unten kommen, vom einfachen Volk selbst. Gleichzeitig hatte er von den Unterschichten keine hohe Meinung, sondern beklagte deren „Ignoranz, ihre primitiven Instinkte, die Gewaltsamkeit ihrer Bedürfnisse und die Ungeduld ihrer Begierden“. Wie der Historiker Marshall Shatz glaubt, hoffte er, dass der soziale Fortschritt und die Moral des Volkes gleichzeitig durch die Erfahrung des Mutualismus erreicht werden würden.

## Einfluss
Proudhon gilt als Begründer der modernen anarchistischen Bewegung. und wird auch als „Vater des Anarchismus“ bezeichnet. Er war der Erste, der sich selbst als Anarchist bezeichnete. Seine Schriften beeinflussten zahlreiche Intellektuelle seiner Zeit, so unter anderem die russischen Schriftsteller Alexander Herzen und Leo Tolstoi, die russischen Nihilisten, die Narodniki und durch diese auch große Teile der russischen Soziologie, deutsche Sozialisten wie Karl Marx, Karl Grün, Wilhelm Marr, Moses Hess und Eugen Dühring, außerdem die im Entstehen begriffene Gewerkschaftsbewegung in Frankreich, die für lange Zeit anarchistisch orientiert blieb und im Anarchosyndikalismus einen Ausdruck fand. Auch die Gründer der Internationalen Arbeiterassoziation (IAA), welche später als die Erste Internationale bekannt wurde, waren stark von Proudhons Denken beeinflusst.
Im deutschsprachigen Raum wurde Proudhon vor allem durch Ludwig Pfau bekannt, der mit Proudhon befreundet war, ihn autorisiert übersetzte und ausführliche Artikel über ihn veröffentlichte. In einigen Ländern des Deutschen Bundes erregten Pfaus Proudhon-Übersetzungen allerdings vor allem deshalb Aufsehen, weil sie sofort nach dem Erscheinen von Zensur und Verbot betroffen waren. Pfau wurde zeitweise selbst als „der schwäbische Proudhon“ bezeichnet.

## Kritik

### Karl Marx
Karl Marx, ursprünglich ein enthusiastischer Bewunderer Proudhons, wandte sich 1847 gegen diesen und verfasste eine Antwort auf sein Système des contradictions économiques mit dem Titel Das Elend der Philosophie. Darin kritisierte Marx, was er als philosophische und wissenschaftliche Unzulänglichkeiten Proudhons empfand, unter anderem dessen Verständnis der Hegelschen Dialektik, des historischen Prozesses und von Ricardos Wirtschaftstheorien sowie seinen angeblichen Idealismus. Gleichzeitig verwendete er das Werk, um seine eigenen Gedanken darzustellen und zu verbreiten.

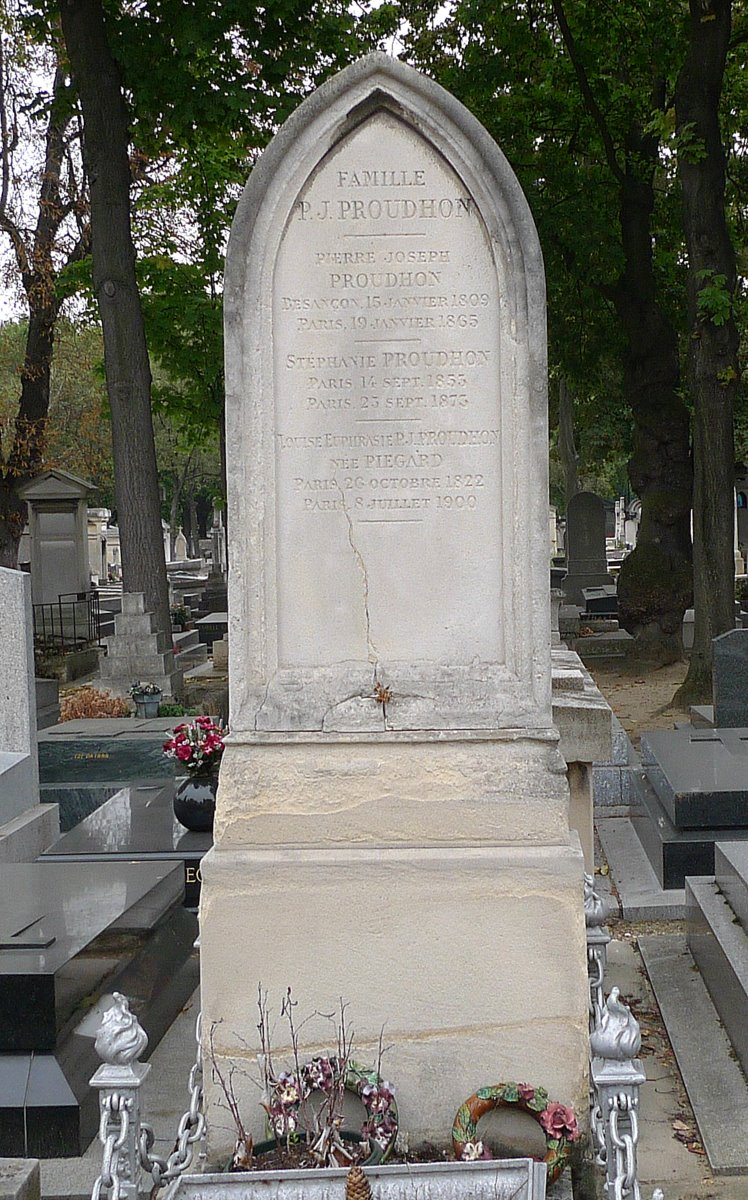
Grab Proudhons in Paris-Montparnasse

Das Elend der Philosophie blieb nach seiner Veröffentlichung anfangs eher unbeachtet. Zu einer öffentlichen Antwort Proudhons kam es nicht, lediglich einige Randnotizen in seiner Ausgabe des Werkes sowie einige Briefe sind erhalten. Darin kritisierte Proudhon, dass Marx seine Ideen verfälsche und warf ihm vor, ihn plagiiert zu haben.

### Rassismus und Antisemitismus
In Proudhons Werk werden an mehreren Stellen antisemitische Ressentiments deutlich, die teils im traditionellen religiösen Antijudaismus wurzeln, teils auch in seinen sozialistischen Überzeugungen. Wahrscheinlich war Proudhon hier von Alphonse Toussenel beeinflusst. Proudhon beschuldigte die Juden, sie hätten Jesus gekreuzigt und strebten nun nach der Weltherrschaft. Sie seien zudem „letztlich nicht assimilierbar“. Er setzte das Wort Jude häufig mit Finanzier gleich und bezeichnete die Juden als eine eigene Rasse.
Proudhon hält es zum einen für ein Verdienst der Kirchenväter, das Christentum vom Judentum gelöst und so dessen spirituelle und materielle Weltherrschaft verhindert zu haben; auch wirft er ihnen als den angeblich Verantwortlichen für die Kreuzigung Christi Gottesmord vor. Zum anderen sieht er in ihnen, darin den modernen Rassenantisemitismus vorwegnehmend, eine minderwertige Menschenrasse, die zu wirtschaftlicher Produktivität, zu metaphysischer Begriffsbildung und zu eigener Staatlichkeit nicht fähig sei. Juden seien notwendig immer Parasiten, der Jude sei ein „Feind des Menschengeschlechts“. In seinen Notizbüchern schrieb er:

„Diese Rasse muss nach Asien zurückgeschickt oder vernichtet werden. […] Ob durch das Schwert oder durch Verschmelzung oder durch Austreibung, der Jude muss verschwinden.“

Der amerikanische Historiker J. Salwyn Schapiro beschrieb Proudhon 1945 als einen „Vorboten des Faschismus“. Sein Antisemitismus sehe in den Juden die wichtigste Quelle für das Unglück der Nation. Sein Rassismus komme zudem in der Beschreibung Schwarzer als minderwertige Rasse zum Ausdruck. Seine Kriegsverherrlichung sei ein integraler Teil seiner Sozialphilosophie. In Anschluss an Schapiro analysiert der Historiker Frédéric Krier Proudhon als „Wegweiser zum Dritten Reich“. Er verweist darin auf Proudhons Antisemitismus, auf seinen „Kampf gegen die ‚Zinsknechtschaft’ und, mit Abstrichen, auch (auf) die Forderung eines gebundenen Eigentums“ im Interesse der Volksgemeinschaft sowie auf seinen „Mittelstandssozialismus“, hebt aber auch hervor, dass sein „Föderalismus, seine Kritik am staatlichen Zentralismus, am Nationalismus, am Cäsarismus, am Kult der 'großen Führer'“ ihn gleichzeitig als „Antipoden des Nationalsozialismus erscheinen“ lassen. Proudhon als Faschist zu bezeichnen, wird von mehreren Proudhon-Forschern explizit abgelehnt.

### Antifeminismus
Proudhon vertrat das Modell der Kleinfamilie und schrieb der Frau die traditionelle Rolle als Familienfürsorgerin zu, da er sie nicht als dem Mann gleichartig verstand. Dafür sah er biologische Gründe. Deshalb hatten nach Proudhon Ehemänner das Recht, ihre Frauen zu kontrollieren, während die Frauen die Pflicht hatten, sich der häuslichen Macht des Mannes zu unterwerfen. In einer öffentlich ausgetragenen Debatte in der Revue philosophique et religieuse schrieb er 1856, an die Ärztin, Hebamme und Feministin Jenny D’Héricourt gerichtet: „Es gibt bei Ihnen, im Gehirn wie im Bauch, ein gewisses Organ, das von selbst unfähig ist, seine angeborene Trägheit zu überwinden, und das nur der männliche Geist zum Funktionieren bringen kann, was ihm noch nicht einmal immer gelingt.“ Neben D’Héricourt äußerte sich auch der anarchistische Kommunist Joseph Déjacque kritisch zu Proudhons antifeministischer Haltung und schrieb ihm in einem Brief: „Ne vous dites pas anarchiste, ou soyez anarchiste jusqu’au bout.“ (deutsch etwa: Nennen Sie sich nicht einen Anarchisten, wenn Sie den Anarchismus nicht zum Ende gehen)

## Ehrungen

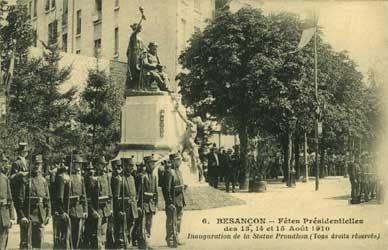
Postkarte von 1910

Am 13., 14. und 15. August 1910 wurde in Besançon eine Bronzestatue von Pierre-Joseph Proudhon eingeweiht, die der Bildhauer Georges Laethier geschaffen hatte, der ebenfalls aus Besançon stammte. Die Entscheidung, die Statue in seiner Heimatstadt zu errichten, wurde ein Jahr vor seinem hundertsten Geburtstag gefällt und mit einem Wettbewerb durchgeführt. Die Statue wurde wie viele andere von den Nazis während der Besetzung Frankreichs zerstört und später ausgetauscht.

## Schriften

### Einzelveröffentlichungen
- Qu’est ce que la propriété? Ou recherches sur le principe du droit et du gouvernement (1840)[41][42]
- Avertissement aux propriétaires (1841)
- Système des contradictions économiques ou Philosophie de la misère (1846)[43]
- Solution du problème social (1848)
- Les Confessions d’un révolutionnaire pour servir à l’histoire de la Révolution de Février (1849)
- Idée générale de la révolution au XIXe siècle. Garnier frères, Paris 1851. Digitalisat
- Le manuel du spéculateur à la bourse (1853)
- De la justice dans la révolution et dans l'Église. Nouveaux Principes de philosophie pratique (1858)
- Theorie des Eigentums (1866) Verlag für Sozialökonomie (Gauke), Kiel 2010, ISBN 978-3-87998-458-9 (Erste deutsche Übersetzung von Lutz Roemheld).
- La Guerre et la Paix (1861)
- Théorie de l’impôt, question mise au concours par le Conseil d'État de Vaud en 1860, 1861.
  - Theorie der Steuer (1860), Einleitung: Dirk Löhr. Metropolis-Verlag, Kiel 2012, ISBN 978-3-89518-905-0 (Erste deutsche Übersetzung von Lutz Roemheld).
- Du principe Fédératif (1863)
  - Über das Föderative Prinzip und die Notwendigkeit, die Partei der Revolution wieder aufzubauen. Erstausgabe 1863, Teil 1: Verlag Peter Lang, Bern 1989, ISBN 978-3-631-40852-0. Teil 2: Einheitspolitik, 1992, ISBN 978-3-631-44875-5. Teil 3: Die Einheitspresse, 1999, ISBN 978-3-631-34788-1.
- De la capacité politique des classes ouvrières (1865)
- Du principe de l’art et de sa destination sociale (1865)
- Théorie de la propriété (1866)
- Théorie du mouvement constitutionnel (1870)
- Correspondances (1875)
- Jetzt beklagen sich die Trottel. Unveröffentlichte Notizen aus dem Kerker. Auszüge in Le Monde diplomatique, 16. Januar 2009

### Werkausgaben
- Bekenntnisse eines Revolutionärs. Hrsg. von Arnold Ruge. Leipzig 1850 online bei Hathi Trust
- Œuvres Complètes. 25 Bände. Lacroix, Paris 1870
- Œuvres Complètes. Nouvelle Édition publiée avec des notes et des documents inédits sous la direction de C. Bouglé et H. Moysset, Introduction et notes de Roger Picard, Slatkine Genève-Paris 1982 (In Bd. I: Système des contradictions économiques, ou philosophie de la misère findet sich eine Wiedergabe der Randnotizen aus der Hand Proudhons zu Marx’ Das Elend der Philosophie). doi:10.1522/cla.prp.sys
- System der ökonomischen Widersprüche oder: Philosophie des Elends. Herausgegeben von Lutz Roemheld & Gerhard Senft. Kramer, Berlin 2003, ISBN 3-87956-281-4
- Ausgewählte Texte. Herausgegeben von Thilo Ramm & K. F. Koehler. Stuttgart 1963
- Carnets inédits. Journal du Second Empire (1847–1865) CNRS, Paris 2009, ISBN 2-271-06788-X